# 태일찬
태일찬(太一讚, Tae Il-chan, 1998년 7월 1일 ~)은 대한민국의 가수, 인터넷 방송인이다.

## 방송
- 불토엔 혼코노 2 (2018) - Top7(6위)

## 음반
- 널,배우다 (2019)
- 후회 (2019)